# Taonius pavo
Taonius pavo är en bläckfiskart som först beskrevs av Charles Alexandre Lesueur 1821.  Taonius pavo ingår i släktet Taonius och familjen Cranchiidae. Inga underarter finns listade i Catalogue of Life.